# آرون كوهين غادول
آرون أ. كوهين غادول ( (بالفارسية: هارون کهن-گادل) ( وُلد في 23 نوفمبر 1970،) (بالفارسية: هارون کهن-گادل)، هو أستاذ جراحة الأعصاب في قسم جراحة الأعصاب بكلية الطب في جامعة إنديانا، وجراح أعصاب في مستشفى إنديانا يونيفرسيتي هيلث مُتخصص في العلاج الجراحي لأورام المخ المُعقدة وتشوهات الأوعية الدموية والتشوهات الجوفية وما إلى ذلك. 
يقوم بإزالة أورام المخ عن طريق تقنيات المناظير  قليلة التدخل، التي تَستخدِم ممرات الأنف بدلاً من فتح الجمجمة.  
في عام 2007، أسس كوهين أطلس الجراحة العصبية، وهي منظمة غير ربحية تهدف إلى تطوير رعاية المرضى الذين يعانون من اضطرابات جراحة الأعصاب من خلال إدخال تقنيات جراحية جديدة وفعالة موضع التنفيذ. خلال 2023، ضمت منظمة أطلس الجراحة العصبية أكثر من 70 ألف جراح وطبيب عضو.  
حاز الدكتور كوهين على ميدالية فيلهلم ماغنوس. لجهوده المُبتكرة في تطوير تقنيات جراحة الأعصاب. 

## التعليم
أَكمل د. كوهين تعليمه الجامعي (بكالوريوس في الهندسة الحيوية) ودرجة الدكتوراه في الطب من جامعة كاليفورنيا في سان دييغو وكلية طب كيك في جامعة جنوب كاليفورنيا، على التوالي.  كما أكمل كوهين تدريبه كطبيب مُقيم في جراحة الأعصاب في مايو كلينك في روتشستر، مينيسوتا. كما حصل على تدريبًا مُتقدمًا في الزمالة في تَخصُصين فرعيين: جراحة الصرع (جامعة ييل) وجراحة قاع الجمجمة/الأوعية الدموية الدماغية (جامعة أركنساس للعلوم الطبية). حصل أيضًا على درجة الماجستير في الأبحاث السريرية من مايو كلينك للدراسات العليا، وماجستير إدارة الأعمال من كلية كيلي لإدارة الأعمال. 

## المسار الأكاديمي
في عام 2006، انضم دكتور كوهين غادول إلى قسم جراحة الأعصاب في كلية الطب بجامعة إنديانا، حيث يعمل حاليًا كأستاذ في جراحة الأعصاب. 
يُشارك كوهين في توجيه وتعليم زملائه من جراحي الأعصاب في التعامل مع العمليات الجراحية المُعقدة بما في ذلك أورام المخ والتشوهات الشريانية الوريدية والأورام السحائية والتشوهات الكهفية. اعتبارًا من عام 2018، أصبح مديرًا لقسم جراحة الأورام العصبية/جراحة أورام المخ في قسم جراحة الأعصاب بجامعة إنديانا.  يعمل كوهين أيضًا كمُؤسس ومدير مُشارك لمركز علاج الورم الأرومي الدبقي، وهو جزء من كلية الطب بجامعة إنديانا، والذي يُسهل خيارات العلاج الجديدة لمرضى أورام الدماغ من خلال توجيه علماء الأعصاب والباحثين. 
يعمل كوهين كرئيس تحرير مُشارك لمجلة نيورو سيرجيكال فوكاس، وهي مجلة مُتخصصة في مجال جراحة الأعصاب. كما شغل منصب عضو  في مجلس إدارة الجمعية الأمريكية لجراحي الأعصاب (AANS) والجمعية «العليا» لجراحي الأعصاب (SNS).   وهو أيضًا عضو في الأكاديمية الأمريكية لجراحة الأعصاب. كتب دكتور كوهين وساهم في ما يقرب من 538 منشورًا تمت مراجعته من قِبل الأقران.  

### الأبحاث والمساهمات
يُجري د. كوهين جراحة المخ لمجموعة متنوعة من أورام المخ (الأورام الدبقية والسحائية)، وأورام المخ المُعقدة (قاع الجمجمة، العصب السمعي، وأورام الغدة النخامية)، وتمدد الأوعية الدموية الدماغية والتشوهات الشريانية الوريدية، والألم العصبي ثلاثي التوائم وتشنج نصف الوجه. وقد طَور تقنيات المناظير قليلة التوغل التي تسمح للجراح بإزالة أورام الدماغ عبر ممر الأنف دون فتح جمجمة المريض.  كما ساهم كوهين في تحسين تقنيات الفلورسنت التي تجعل ورم الدماغ يُضيء، مما يُسهل على الجراح رؤية حدوده بدقة وتُمكِنَه من إزالته بفعالية.  بالتعاون مع مؤسسة تمدد الأوعية الدموية الدماغية، قام بإنشاء تطبيق للهاتف المحمول (Brain Aydroomia) لتوسع الأوعية الدموية الدماغية. 
يُشرف الدكتور كوهين أيضًا على تطوير مشروع Brain Digital/Virtual Twin، وهو منصة غرفة عمليات افتراضية توفر تدريبًا جراحيًا في العالم الافتراضي بالإضافة إلى التوجيه والذكاء للتخطيط الجراحي. تُعد هذه المنصة أداة مفيدة وحاسمة لتوجيه الجراح أثناء جراحات الأعصاب.  

### أطلس الجراحة العصبية
كوهين هو المؤسس والرئيس التنفيذي ورئيس التحرير الحالي لأطلس الجراحة العصبية (Atlas)، وهي منظمة تضم 70,000 جراح وطبيب. الأطلس عبارة عن مجموعة من النصوص والصور الجراحية والرسوم التوضيحية والفيديوهات التي تُوثق أصعب جوانب الجراحة.
أسس دكتور كوهين غادول جولات العمليات الكبرى لجمعية جراحي الأعصاب الأمريكية (AANS) على الإنترنت في عام 2009 كمصدر عبر الإنترنت لتدريب جراحي الأعصاب. تحتوي تطبيقات جولات العمليات الكبرى لجمعية AANS على مجموعة من مقاطع الفيديو التي تم إنتاجها بالتعاون بين كوهين وأطلس الجراحة العصبية.  

## الجوائز والتكريمات
حصل الدكتور كوهين على ميدالية فيلهيلم ماغنوس في مجال جراحة الأعصاب. سُميت هذه الميدالية باسم فيلهيلم ماغنوس، الذي كان رائدًا في جراحة الدماغ في الدول الاسكندنافية.

## الحياة الشخصية
يتطوع د. كوهين لإجراء جراحة علاجية للكلاب التي تُعاني من أورام في الدماغ.

## روابط خارجية
- موقع شخصي
- أطلس جراحة الأعصاب
- جولات العمليات الكبرى AANS
- مركز أطلس لجراحة الأعصاب بالفيديو